# Epitaxie
Prin epitaxie sau creștere epitaxială se înțelege creșterea unui strat monocristalin dintr-o substanță chimică pe cristalul unei alte substanțe, astfel încât structura cristalină să devină identică cu cea a substratului. Termenul de epitaxie provine din limba greacă, unde epi (ἐπί) înseamnă „deasupra”, iar taxis (τάξις) înseamnă „într-o manieră ordonată”.
Fenomenul de epitaxie este folositor pentru fabricarea semiconductorilor.